# 맷 루커스
맷 루커스(Matt Lucas, 1974년 3월 5일 ~ )는 영국의 코미디언이자 영화 작가 겸 배우이다. 큰 인기를 모은 TV쇼 "리틀 브리튼"을 데이비드 윌리엄스와 함께 제작, 출연하였고 "이상한 나라의 앨리스 (2010년 영화)에서는 트위들디, 트위들덤역을 맡기도 하였다. 가장 최근의 작품으로는 직접 시나리오를 쓰고 출연한 tv 시리즈 "Come Fly with Me (나와 함께 날아요)"가 있다.
런던의 패딩턴에서 태어나고 자라 브리스틀 대학교에 진학, 드라마를 전공하며 같은 과 친구인 데이비드 월리엄스와 가까워져 후에 같이 "리틀 브리튼"이란 코미디쇼를 BBC 라디오4에서 처음 방영했다. 라디오에서 얻은 인기를 업고 TV 시리즈로 제작되어 엄청난 인기 프로그램이 되어 수차례 상을 수여받았다.
2007년 5월에는 영국 일간지인 인디펜던트와 데일리 메일이 선정한 "영국에서 가장 영향력있는 동성애자 리스트" 8위에 올랐다.

## 작품 목록
- 거울 나라의 앨리스
- 닥터후 시즌 9~10
- 한여름 밤의 꿈
- 셜록 놈즈 - 베니 역 (더빙)
- 어 퓨틸 & 스투피드 제스처
- 잃어버린 세계를 찾아서 - 미스터 콜릭 역 (목소리)
- 폴라
- 웡카 - 프로드노즈 역